# Prison (chanson de Natalia Gordienko)
Chansons représentant la Moldavie au Concours Eurovision de la chanson
Stay
(2019) Sugar
(2021)
Prison est une chanson de la chanteuse moldave Natalia Gordienko sortie le 30 janvier 2020 en téléchargement numérique. La chanson aurait dû représenter la Moldavie au Concours Eurovision de la chanson 2020, à Rotterdam, aux Pays-Bas.

## À l’Eurovision
Prison devait représenter la Moldavie au Concours Eurovision de la chanson 2020 après avoir remporté O Melodie Pentru Europa, la sélection du pays, le 29 février 2020.
La chanson aurait dû être interprétée en quatrième position de l'ordre de passage de la deuxième demi-finale, le 14 mai 2020. Cependant, le 18 mars 2020, l'annulation du Concours en raison de la pandémie de Covid-19 est annoncée.